# Run to the Hills
Run to the Hills (с англ. — «Бегите к горам») — шестой сингл британской хеви-метал-группы Iron Maiden, один из двух синглов альбома The Number of the Beast, написанный Стивом Харрисом, басистом и основателем группы. Первый сингл коллектива с участием Брюса Дикинсона. Был переиздан в 1985 году (Run to the Hills (live '85)) и 2002 году. Сингл достиг седьмой позиции чарта синглов Британии в феврале 1982 года, девятой в марте 2002 года (переизданная версия) и 26 позиции в декабре 1985 года (концертная версия). В марте 2023 года группа авторов американского издания Rolling Stone включила титульную композицию в список «100 величайших хеви-метал песен всех времён». В этом рейтинге она заняла 10-ю позицию.

## Текст
Песня посвящена геноциду индейцев в США. Лирический герой из племени кри описывает, как белые люди захватили его землю, убивают его народ, спаивают его, уничтожают дичь, выменивают у его племени золото за виски. Упоминается насильственное изгнание индейцев военными на запад США («soldier blue in the barren wastes») в правление Эндрю Джексона. В припеве герой призывает сородичей бежать в горы, спасая свои жизни.

## Обложка
На обложке изображен монстр Эдди, вооружённый индейским томагавком, в схватке с Сатаной. Автор обложки — художник Дерек Риггс.

## Список композиций
1982
- 1. Run to the Hills — 03:56 (Стив Харрис)
- 2. Total Eclipse — 04:29 (Стив Харрис, Дэйв Мюррей, Клайв Барр)

1985
- 1. Run To The Hills (Live) — 04:06 (Стив Харрис)
- 2. Phantom Of The Opera (Live) — 07:27
- 3. Losfer Words (Big 'Orra) — 04:15

2002
- 1. Run to the Hills — 05:01 (Стив Харрис)
- 2. Children of Damned — 04:34 (Стив Харрис)
- 3. Total Eclipse — 03:58 (Стив Харрис, Дэйв Мюррей, Клайв Барр)
- 4. Run to the Hills — video

Run to the Hills — один из первых хитов группы. Это песня о завоевании Северной Америки и искоренении коренного населения захватчиками. Первая часть — это рассказ, который ведётся от лица краснокожего, рассказывающего о бедах, которые принесли с собой белые люди. Вторая часть проходит от имени захватчика.

## Состав
- Брюс Дикинсон — вокал
- Дэйв Мюррей — гитара
- Эдриан Смит — гитара
- Стив Харрис — бас-гитара, бэк-вокал
- Клайв Барр — ударные